# Javad Mahjoub
Pour les articles homonymes, voir Mahjoub.
Javad Mahjoub (en persan : جواد محجوب), né le 26 mai 1991 en Iran, est un judoka iranien réfugié au Canada,.

## Biographie
Dans la catégorie des moins de 100 kg, il est médaillé d'argent aux Championnats d'Asie de judo 2012 à Tachkent puis médaillé d'or aux Championnats d'Asie de judo 2013 à Bangkok, avant d'être éliminé au deuxième tour des Jeux olympiques d'été de 2016 à Rio de Janeiro par le Belge Toma Nikiforov.
Il quitte ensuite l'Iran pour le Canada.
Il fait partie de l'équipe olympique des réfugiés aux Jeux olympiques d'été de 2020 annoncée par le Comité international olympique le 8 juin 2021.